# Bregmaceros atlanticus
Bregmaceros atlanticus е вид лъчеперка от семейство Bregmacerotidae. Видът не е застрашен от изчезване.

## Разпространение и местообитание
Разпространен е в Антигуа и Барбуда, Бахамски острови, Бенин, Габон, Гана, Гватемала, Гвиана, Гвинея, Демократична република Конго, Доминиканска република, Екваториална Гвинея, Италия (Сицилия), Камерун, Кот д'Ивоар, Куба, Либерия, Мавритания, Мароко, Мексико, Намибия, Нигерия, Никарагуа, Панама, Португалия (Мадейра), САЩ (Вирджиния, Делауеър, Джорджия, Луизиана, Мисисипи, Ню Джърси, Северна Каролина, Тексас, Флорида и Южна Каролина), Сейнт Китс и Невис, Сенегал, Сиера Леоне, Суринам, Тринидад и Тобаго, Турция, Френска Гвиана, Хаити и Ямайка.
Обитава крайбрежията на тропически води, океани, морета и заливи.

## Описание
На дължина достигат до 6,7 cm.